# France Culture
France Culture is de Franse culturele nationale publieke radiozender van de Radio France groep, gecreëerd op 8 december 1963 na de overname van RTF Promotion.

## Programmering
France Culture biedt een gevarieerde programmatie op verschillende domeinen van het menselijk weten.

## Frequenties
France Culture zendt in Frankrijk uit op de FM-band en in de regio Parijs op DAB+. Verder via het internet en satelliet, waardoor de zender ook in België en Nederland te ontvangen is.